# De Gasparis (månkrater)
De Gasparis är en 30 km stor nedslagskrater på månen. De Gasparis har fått sitt namn efter den italienska astronomen Annibale de Gasparis.

## Satellitkratrar
| De Gasparis | Latitud | Longitud | Diameter |
| ----------- | ------- | -------- | -------- |
| A           | 26.7° S | 51.3° V  | 37 km    |
| B           | 27.0° S | 52.5° V  | 12 km    |
| C           | 26.3° S | 51.7° V  | 6 km     |
| D           | 25.7° S | 50.1° V  | 4 km     |
| E           | 26.4° S | 49.4° V  | 7 km     |
| F           | 26.3° S | 49.3° V  | 8 km     |
| G           | 27.0° S | 49.3° V  | 6 km     |